# Guz worka endolimfatycznego

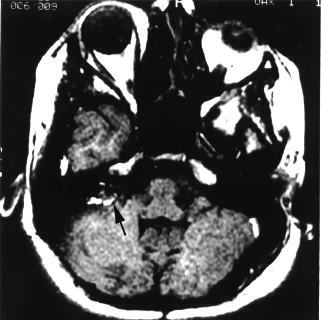
Obraz MRI T_{1}-zależny głowy pacjenta z VHL bez wzmocnienia kontrastowego pokazuje zmiany w lewej gałce ocznej i ogniska wysokiego sygnału w przestrzeni nadtwardówkowej, odpowiadające lokalizacji ELST

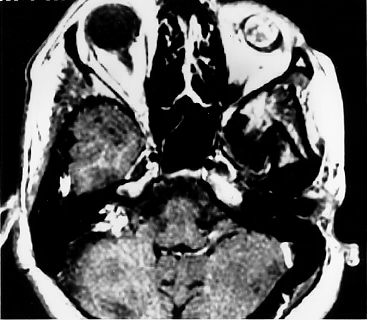
Obraz MRI T_{1}-zależny ze wzmocnieniem kontrastowym uwidacznia zmiany w obydwu gałkach ocznych i ELST w tylnym dole czaszki

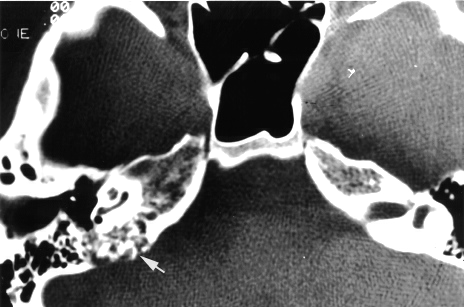
Tomografia komputerowa w skośnej projekcji przez kość skroniową ukazuje ubytki kości spowodowane rozrostem ELST

Guz worka endolimfatycznego (guz woreczka endolimfatycznego, ang. endolymphatic sac tumor, ELST) – rzadki typ guza nowotworowego wywodzącego się z worka śródchłonki. Występuje szczególnie często u chorych z zespołem von Hippla-Lindaua. ELST charakteryzuje się miejscową złośliwością: rozrasta się niszcząc piramidę kości skroniowej i struktury ucha wewnętrznego, czego następstwem jest różnego stopnia upośledzenie słuchu, do całkowitej głuchoty włącznie. ELST może naciekać nerwy czaszkowe - twarzowy i przedsionkowo-ślimakowy. Guz rośnie w kierunku móżdżku w sposób przypominający inne nowotwory tej okolicy i dając objawy zespołu kąta mostowo-móżdżkowego. Wczesne rozpoznanie choroby jest szczególnie ważne, ponieważ zabieg chirurgiczny może zapobiec nieodwracalnej utracie słuchu.

## Historia
Zmiany w kości skroniowej opisywane były przez Brandta i Lindaua już w latach 20., ale dopiero w ostatnich latach opisano je jako nowy, nieznany wcześniej typ guza. Dokonał tego Heffner w 1989 roku.

## Obraz histologiczny
Histologicznie ELST nie jest naczyniakiem zarodkowym, przypominając raczej torbielakogruczolaka brodawkowego najądrza, również występującego w przebiegu VHL.

## Objawy i przebieg
Objawami, z którymi zgłaszają się chorzy, są:
- upośledzenie lub utrata słuchu (95%), gwałtowna w połowie przypadków
- szumy uszne (92%)
- zawroty głowy, zaburzenia równowagi (62%)
- wrażenie pełności wewnątrz ucha (29%)
- porażenie nerwu twarzowego (8%).

Średnia wieku wystąpienia objawów choroby to 22 lata.

## Rozpoznanie i diagnostyka różnicowa
Stwierdzenie guza tylnego dołu czaszki o takim typie wzrostu u pacjenta z rozpoznaniem choroby von Hippla-Lindaua albo z dodatnim wywiadem rodzinnym w tym kierunku jest w zasadzie równoznaczne z rozpoznaniem ELST. Doniesienia o guzach splotu naczyniówkowego, gruczolakach i gruczolakorakach u pacjentów z VHL prawdopodobnie w rzeczywistości dotyczyły guzów worka endolimfatycznego.

## Leczenie
Leczeniem z wyboru jest mikrochirurgiczna resekcja guza, zazwyczaj metodą petrosektomii bocznej.